# 黑瀨浩介
黑瀨浩介（日语：／ Kurose Kousuke，1月17日—），日本漫画家。

## 作品列表

### 漫畫連載
- 《偶像大師 Neue Green for 深情之星》（原作：万代南梦宫娱乐；一迅社《Comic REX》2009年9月号－2011年3月号；全3冊）
- 《七星天道》（KADOKAWA《電擊魔王》2012年5月号－2013年4月号；全2冊）[2][3]東立出版社代理
- 《日常生活中的異能戰鬥》（KADOKAWA《月刊Comp Ace》；2013年9月号－2015年4月号；全4冊）[4]
- 《哥布林殺手》（史克威尔艾尼克斯《月刊BIG GANGAN》2016年Vol.06－連載中；已出版11冊[截止至2021年4月]）[5]尖端出版社代理

### 網路漫畫
- （Manga UP（日语：マンガUP）；2022年5月6日－連載中）註：2021年6月4日起[6]先在Twitter上釋出了第0話和第1話

### 其他
- 《Fate/kaleid liner 魔法少女☆伊莉雅 3rei》第10冊特裝版（2018年7月26日；插畫）[7]台灣角川代理
- （原作：TYPE-MOON；2018年9月22日）[8]
- （2018年12月25日；漫畫）[9]

## 脚注
1. ↑  . Twitter.   [2021-05-13]. （原始内容存档于2022-10-05） （日语）.
2. ↑  . KADOKAWAオフィシャルサイト.   [2021-05-12]. （原始内容存档于2021-05-12） （日语）.
3. ↑  . KADOKAWAオフィシャルサイト.   [2021-05-12]. （原始内容存档于2021-06-15） （日语）.
4. ↑  . KADOKAWAオフィシャルサイト.   [2021-05-12]. （原始内容存档于2021-05-13） （日语）.
5. ↑  . gangan online. SQUARE ENIX.   [2021-05-13]. （原始内容存档于2021-05-12） （日语）.
6. ↑  亞小安. . 4Gamers 官方網站. 2021-06-04  [2021-06-15]. （原始内容存档于2021-06-15） （中文（繁體））.
7. ↑  . KADOKAWAオフィシャルサイト.   [2021-05-12]. （原始内容存档于2021-09-26） （日语）.
8. ↑  . KADOKAWAオフィシャルサイト.   [2021-05-12]. （原始内容存档于2021-05-13） （日语）.
9. ↑  . TYPE-MOON エース｜KADOKAWA.   [2021-05-12]. （原始内容存档于2021-04-19） （日语）.

## 外部リンク
- 黒瀬浩介 / Kurose Kousuke （页面存档备份，存于） - YouTubeチャンネル
- 黑瀨浩介的X（前Twitter）